# Nesselwängle
Nesselwängle est une commune autrichienne du Tyrol.